# 이태섭 (축구 선수)
이태섭(2000년 4월 14일 ~ )는 대한민국의 축구 선수로, 포지션은 풀백이다. 현재 K리그1 수원 FC 소속이다.